# Antheraea schroederi
Antheraea schroederi is een vlinder uit de familie nachtpauwogen (Saturniidae), onderfamilie Saturniinae.
De wetenschappelijke naam van de soort is voor het eerst geldig gepubliceerd door U. Paukstadt, Brosch & L. Paukstadt in 1999.